# Kanał Haversa

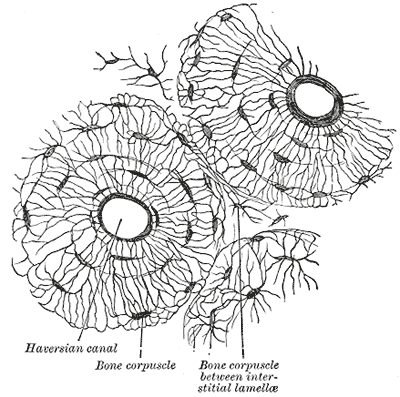
Poprzeczny przekrój przez ludzką kość strzałkową; zaznaczono kanał Haversa (schemat, powiększenie 250×).

Kanał Haversa, kanał ośrodkowy osteonu (ang. Haversian canal, łac. canalis centralis osteoni) – mikroskopowy, rurkowaty przewód kostny wewnątrz osteonu, biegnący wzdłuż osi długiej kości. Obudowany jest blaszkami kostnymi, a w jego świetle przebiegają naczynia krwionośne odżywiające kość i włókna nerwowe. Kanał Haversa, otaczające go blaszki kostne i osteocyty tworzą razem system Haversa. Kanały Haversa różnych osteonów łączą się za pomocą skośnie ustawionych kanałów przeszywających (canales perforates), a od zewnętrznej strony kości kontaktują się z kanałami Volkmanna, w których biegną boczne odgałęzienia naczyń krwionośnych osteonów.